# VfB Empor Glauchau
Der VfB Empor Glauchau ist der älteste Fußballverein in der westsächsischen Stadt Glauchau.

## Geschichte

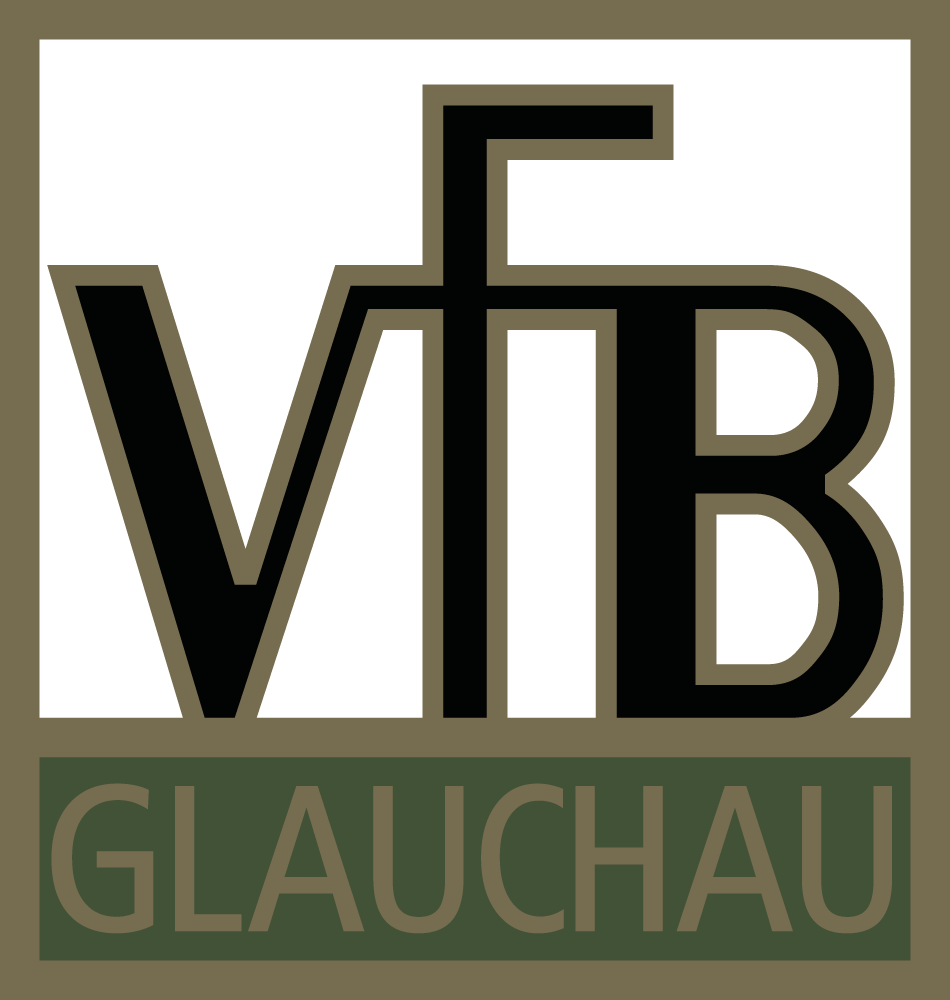
Historisches Logo des VfB Glauchau.

Der Vorläufer des VfB wurde am 1. Oktober 1907 als FC Wacker Glauchau gegründet. Das erste Spiel gewann der FC Wacker mit 4:1 gegen den Wehrdigter FC Olympia. Ein Jahr später fusionierte der VfB mit dem Wehrdigter FC Olympia zum FC 1907 Glauchau. Die Vereinsfarben waren damals Blau-Weiß. Nach einer weiteren Fusion mit den Glauchauer Sportfreunden entstand im Mai 1915 der VfB Glauchau und nahm die Farbkombination Schwarz-Weiß als Vereinsfarben an. Durch den Gewinn der Gauliga Westsachsen wurde der VfB 1933 in die Gauliga Sachsen eingestuft, aus der bereits 1935 wieder abstieg. Mit der Einweihung des Sportparks 1936 im Rahmen eines Freundschaftsspiels gegen den 1. FC Nürnberg, das 3:6 verlorenging, fand der Verein seine immer noch bestehende sportliche Heimat. 1939 stieg der VfB wiederum für zwei Jahre in die Gauliga auf.

Logo der BSG Chemie

Nach dem Zweiten Weltkrieg gründete sich der Verein als Sportgemeinschaft Glauchau neu. Nach weiteren Umstrukturierungen entstand am 15. Februar 1951 die Betriebssportgemeinschaft (BSG) Chemie Glauchau. In der Saison 1952/53 wurde die 1. Fußballmannschaft Meister der Bezirksliga Karl-Marx-Stadt. Anschließend setzte man sich in den Aufstiegsspielen gegen Chemie Schönebeck durch und stieg in die zweitklassige DDR-Liga auf. Dort konnte sich Glauchau sieben Jahre halten, bevor die Mannschaft 1959 mit einem 13. Rang in die II. DDR-Liga abstieg. Nach drei Spielzeiten musste Chemie Glauchau nach der Saison 1962/63 trotz eines 3. Platzes den Gang in die Bezirksliga antreten, da die II. DDR-Liga aufgelöst wurde. Nachdem man in den folgenden Jahren meist vordere Mittelfeldplätze in der Bezirksliga Karl-Marx-Stadt belegt hatte, reichte in der Saison 1969/70 der 2. Platz zur Qualifikation zur Aufstiegsrunde zur DDR-Liga, da die 2. Mannschaft des Oberligisten FC Karl-Marx-Stadt nicht aufstiegsberechtigt war. Hier setzten sich die Glauchauer gegen Chemie Ilmenau, Stahl Maxhütte und Motor Sömmerda durch und stiegen gemeinsam mit Dynamo Dresden II in die DDR-Liga auf. Obwohl die BSG Chemie die Saison 1970/71 als Tabellenletzter abschloss, wurde sie zur Saison 1971/72 aufgrund einer Ligenreform erneut für die DDR-Liga zugelassen. Da Chemie Glauchau auch diese Spielzeit wieder als Schlusslicht beendete, stieg sie danach wieder in die Bezirksliga ab. Nachdem Glauchau in den folgenden Jahren meist um die Meisterschaft in der Bezirksliga mitspielte, mussten die Chemiker nach einem letzten Platz in der Saison 1982/1983 erstmals den Abstieg in die viertklassige Bezirksklasse hinnehmen. Dort belegte man noch bis zum Ende des DDR-Fußballbetriebes meist vordere Plätze.
Nach der Wende und den folgenden wirtschaftlichen Verhältnissen musste sich die BSG in einen bürgerlichen Verein umbilden und nannte sich zunächst VfB Chemie Glauchau. Wenig später wurde wieder der alte Namen VfB Glauchau angenommen. Gleich im ersten Jahr nach der Wende gelang in der Saison 1990/91 der Aufstieg in die Bezirksliga Chemnitz. Dort spielte man sehr erfolgreich und gewann nach einem 6. Platz im ersten Jahr in der Saison 1992/93 die Bezirksmeisterschaft und stieg in die damals viertklassige Landesliga Sachsen auf. In dieser Spielklasse konnte sich der VfB drei Jahre mit den Plätzen 6, 9 und 5 behaupten. Nach der Saison 1995/1996 musste sich der Verein jedoch aus finanziellen Gründen aus der Landesliga zurückziehen und wurde in die 1. Kreisliga Glauchau zurückgestuft. Mittlerweile pendelt der Verein zwischen Bezirksklasse und Kreisliga. 2010 fusionierte der VfB mit dem SV Empor zum VfB Empor Glauchau. Seit 2014/15 spielt der Verein in der Sachsenliga (6. Liga).

## Stadion
Die Spielstätte des VfB Glauchau ist der Sportpark an der Meeraner Straße in Glauchau. Für die Spieler stehen im Stadion drei verschiedene Fußballplätze zur Verfügung, der Rasenplatz, ein Ascheplatz für das Training der Kinder- und Jugendmannschaften und ein Kunstrasenplatz. Auf dem Kunstrasenplatz und im Stadion werden die Pflicht- und Freundschaftsspiele der Fußballmannschaften des VfB Glauchau durchgeführt. Im Stadion ist der Zuschauerbereich etwas erhöht und die Anlage ist ebenfalls auch für Leichtathletik Wettkämpfe nutzbar. Der Sportpark verfügt weiterhin über einen neu erbauten Kabinen-, Dusch- und Sanitärbereich.

## Bekannte Personen
- Dieter Erler spielte von 1953 bis 1957 bei der BSG Chemie Fußball, danach Oberligaspieler in Aue und Karl-Marx-Stadt und 47-maliger Nationalspieler
- Willy Holzmüller, spielte bis 1956 Fußball in Glauchau, danach Oberligaspieler in Karl-Marx-Stadt, 1 A-Länderspiel
- Heinz Satrapa war von 1960 bis 1964 Fußballtrainer der BSG Chemie